# Madeleine van Orléans
Madeleine van Orléans (ca. 1476 – 26 oktober 1543) was een Franse benedictijnse abdis.
Madeleine was een halfzus van koning Frans I van Frankrijk. Ze was een buitenechtelijke dochter van Karel van Orléans, graaf van Angoulême en Jeanne de Polignac. Ze werd opgevoed in de Notre-Dameabdij van Saintes, waar ze ook werd geprofest. In 1495 werd de priorin van het benedictinessenklooster van Pont-l'Abbé en vervolgens van het klooster van Hautes-Bruyères. Het jaar erop werd ze abdis van de Saint-Ausoneabdij van Angoulême. In 1511 werd ze abdis van Faremoutiers. 

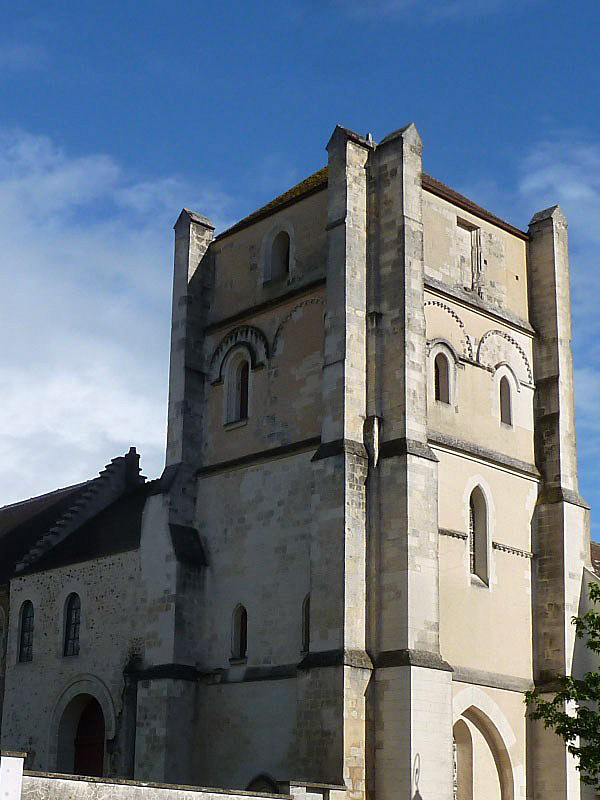
De toren van de abdij van Jouarre

In 1515 werd ze op voorspraak van haar halfbroer abdis van de Notre-Dameabdij van Jouarre. De koning wilde met haar benoeming de hervorming binnen de benedictinessengemeenschap ondersteunen. Als voorbereiding verbleef ze vijf jaar in de abdij van Fontevraud. In 1522 nam ze bezit van de Notre-Dameabdij. Ze bracht uit Fontevraud niet alleen enkele zusters mee, maar ze voerde ook de gebruiken, het brevarium en het habijt van Fontevraud in. In Jouarre kreeg Madeleine twee maal bezoek van de koning. Ze schonk relieken en andere kostbaarheden aan de abdij, liet de abdijtoren herstellen en liet de parochiekerk van Jouarre herbouwen.